# 少女毛虫
『少女毛虫』（しょうじょけむし）は、日本のシナリオバンク、プレイワークスによるプレイワークス作品。
プレイワークスプロジェクト・ラジオドラマ第5弾
2006年2月8日にはavex traxより1万枚限定でCD（CCCD仕様）が発売された。

## スタッフ
- 脚本: 服部智行
- 監督: 熊澤尚人
- プロデューサー: 大作昌寿
- 制作: REALWAVE

## キャスト
- 菅原紀子/藤原薫: 南果歩
- 菅原茉里: 夏帆
- 菅原憲司: 光石研
- 平田亨: 水橋研二
- ディディ: クレア・シイ
- 二階堂美雪: 工藤千尋
- 春田英生: 田辺季正
- フレッシュ先生: 北村栄基
- 老婆: 岡田和子
- 根本レンキ: 川田守